# National Invitation Tournament
El National Invitation Tournament (NIT) es un torneo de baloncesto masculino universitario estadounidense, organizado por la NCAA. Hay dos torneos NIT anuales. El primero de ellos, disputado en noviembre y conocido como NIT Season Tip-Off (anteriormente Preseason NIT), fue creado en 1985. El segundo, y más importante, es un torneo de postemporada celebrado desde 1938 en marzo y abril, y denominado propiamente NIT. En ambos torneos, las rondas finales se disputan en el Madison Square Garden de Nueva York, y eran organizados por la Metropolitan Intercollegiate Basketball Association (MIBA) hasta 2005, cuando la NCAA compró los derechos del NIT.

## Historia
El torneo de postemporada NIT, fundado en 1938, es más antiguo que el Torneo de la NCAA por un año y es el segundo torneo universiatrio más veterano, solo superado por el Torneo de la NAIA, que fue fundado por James Naismith en 1937. El primer National Invitation Tournament fue ganado por Temple.
El NIT fue creado por la Metropolitan Basketball Writers Association en 1938. La responsabilidad de su administración fue trasladado dos años más tarde a los colegios locales, primeramente conocido como Metropolitan Intercollegiate Basketball Committee y, en 1948, como Metropolitan Intercollegiate Basketball Association (MIBA), representada por cinco universidades de Nueva York: Universidad de Fordham, Manhattan College, Universidad de Nueva York, Universidad St. John's y Wagner College. Originalmente todos los equipos clasificados para el torneo fueron invitados a Nueva York, y todos los partidos se jugaron en el Madison Square Garden.
El torneo masculino se componía de solo seis equipos, que más tarde se amplió a 8 equipos en 1941, 12 en 1949, 14 en 1965, 16 en 1968, 24 en 1979, 32 en 1980, 40 desde 2002 hasta 2005, y 64 en 2006. El torneo regresó a los 32 equipos en 2007.
En los primeros años del torneo, el NIT a menudo contaba con los mejores equipos universitarios de la nación, debido a que había una cobertura nacional limitada de baloncesto universitario, por lo que el evento se celebraba en Nueva York para aprovechar el enorme tirón mediático de la ciudad para patrocinar a los equipos y jugadores. Por entonces, el torneo de la NCAA contaba en su mayoría con equipos campeones de conferencia. Durante los 15 primeros años del NIT, existió la controversia con el torneo de la NCAA sobre cual de ellos era superior. La Helms Athletic Foundation, que seleccionaba un campeón anual de baloncesto universitario, optó solamente por el ganador del NIT en una ocasión, en 1939. Además, desde 1943 hasta 1945 durante la II Guerra Mundial, la Cruz Roja Americana patrocinó un partido entre los campeones anuales de la NCAA y del NIT para recaudar dinero para el conflicto. En los tres años en los que se celebró el encuentro, el campeón de la NCAA prevaleció.
Varios equipos han jugado ambos torneos en el mismo año, siendo Duquesne, en 1940, el primero en hacerlo. En 1944 y 1948, el campeón del torneo de la NCAA perdió sus primeros partidos en el torneo del NIT. En 1950, City College of New York ganó los torneos del NIT y de la NCAA en el mismo año y permanece como la única universidad en conseguirlo. A finales de los años 1960, el torneo de la NCAA se convirtió en el campeonato universitario más importante. La NCAA comenzó a incluir más equipos en su torneo, mientras que el NIT iba perdiendo caché hasta convertirse en el torneo de "consolación" que es a día de hoy. Sin embargo, en los años 1970, el entrenador de Marquette Al McGuire, octavo clasificado en la encuesta final de la temporada de AP, rechazó una invitación de la NCAA por la colocación de su equipo en la Región Medio Oeste, donde su equipo tenía que jugar partidos más lejos de casa que si lo hiciera en la Región Medio Este. Finalmente el equipo jugó y ganó el NIT. Tal acción actualmente sería una violación de las normas de la NCAA, que prohíbe el rechazo de las invitaciones al torneo de la NCAA.

## Proceso de selección
En el pasado, los equipos del NIT eran seleccionados en consulta con la ESPN, la televisión que retransmite el NIT. El objetivo del NIT era mantener a la MIBA financialmente. Por lo tanto, las universidades seleccionadas para disputar el NIT eran normalmente equipos de conferencias importantes cercanas al 50% en victorias, ampliamente seguidas por televisión y con una buena asistencia de espectadores en sus partidos en casa. Esta última es una razón por la que New Mexico era invitado cada año, a pesar de que lograban buenas temporadas pero no conseguían la clasificación para el torneo de la NCAA. Para aumentar el nivel del torneo, se creó una norma en la que se exigía a los equipos contar con un récord de 50% en victorias durante la temporada regular para acceder al NIT.
La NCAA anunció un nuevo proceso de selección que comenzó en 2006. Las novedades principales eran:
- Los equipos ya no están obligados a conseguir un 50% o más de victorias para recibir invitaciones. A pesar de ello, todos los equipos que han sido invitados para disputar el torneo del NIT han logrado un 50% o más de victorias.
- Similar a las invitaciones automáticas que el torneo de la NCAA otorga a todos los campeones de los torneos de conferencia, todos los equipos campeones de conferencia en temporada regular pero que no participen en el torneo de la NCAA tienen garantizada una plaza en el NIT.

ESPN dejó de formar parte del proceso de selección de equipos, y en su lugar se creó un comité de antiguos entrenadores de la NCAA, presidido por Newton, y en el que se incluyen Gene Keady (Purdue), Don DeVoe (Tennessee), Rudy Davalos, Les Robinson (NC State), Reggie Minton (Air Force), John Powers y Carroll Williams, entre otros. El proceso de cabezas de serie es similar al del torneo de la NCAA, con la excepción de que el primer cabeza de serie es el anfitrión de los partidos.
ESPN continua dando cobertura televisiva al torneo. El NIT tiene un contrato por 10 años de $24.1 millones con ESPN; sin comparación con el contrato por 11 años y $6.2 billones con CBS del torneo de la NCAA.
A partir del torneo de 2007, el NIT regresó al formato de 32 equipos que ya utilizó desde 1980 hasta 2001, eliminando los ocho partidos de ronda previa. El torneo cuenta con cuatro regiones de ocho equipos. El formato no afectó a los equipos automáticamente clasificados al NIT por liderar su respectiva conferencia a final de temporada regular y que no entran al torneo de la NCAA. Siete equipos lograron una plaza en el NIT por esta vía en 2006.
El 19 de marzo de 2007 se estableció un nuevo récord de asistencia en un partido del NIT, el que enfrentaba a Syracuse con San Diego State en el Carrier Dome en Siracusa (Nueva York). Syracuse ganó el partido por 80-64 con una cifra total de 26.752 espectadores. El récord anterior era de 23.522, logrado por Kentucky en 1979.

## Campeonatos del NIT

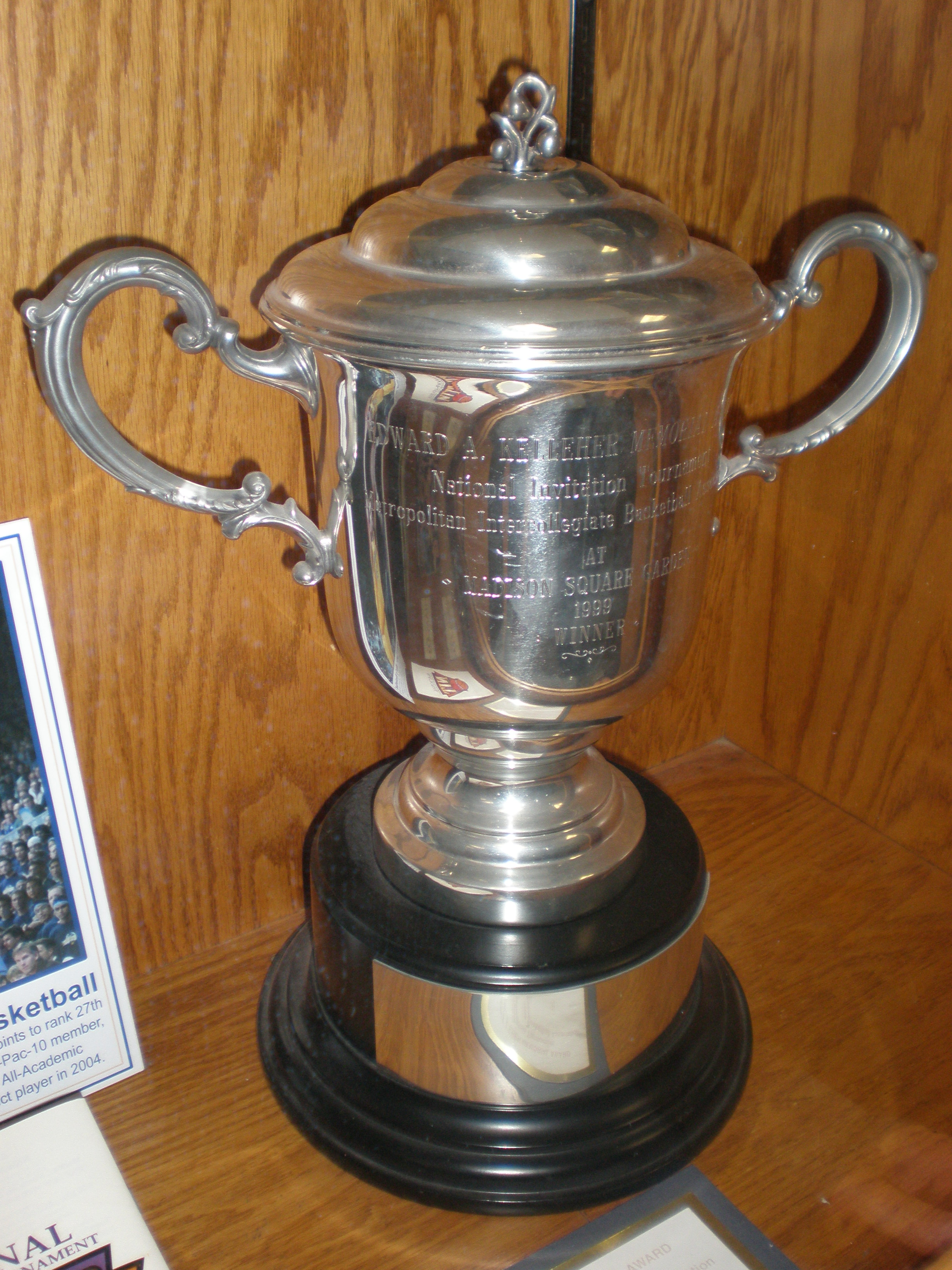
El trofeo conseguido por California en 1999.

| Año  | Campeón                                                   | Finalista                                                 | MVP                                                       |
| 2025 | Chattanooga                                               | UC Irvine                                                 | Trey Bonham, Chattanooga                                  |
| 2024 | Seton Hall                                                | Indiana State                                             | Al-Amir Dawes, Seton Hall                                 |
| 2023 | North Texas                                               | UAB                                                       | Tylor Perry, North Texas                                  |
| 2022 | Xavier                                                    | Texas A&M                                                 | Colby Jones, Xavier                                       |
| 2021 | Memphis                                                   | Mississippi State                                         | Landers Nolley II, Memphis                                |
| 2020 | No se disputó el torneo debido a la pandemia de COVID-19. | No se disputó el torneo debido a la pandemia de COVID-19. | No se disputó el torneo debido a la pandemia de COVID-19. |
| 2019 | Texas                                                     | Lipscomb                                                  | Kerwin Roach, Texas                                       |
| 2018 | Penn State                                                | Utah                                                      | Lamar Stevens, Penn State                                 |
| 2017 | TCU                                                       | Georgia Tech                                              | Kenrich Williams, TCU                                     |
| 2016 | George Washington                                         | Valparaiso                                                | Tyler Cavanaugh, George Washington                        |
| 2015 | Stanford                                                  | Miami                                                     | Chasson Randle, Stanford                                  |
| 2014 | Minnesota                                                 | SMU                                                       | Austin Hollins, Minnesota                                 |
| 2013 | Baylor                                                    | Iowa                                                      | Pierre Jackson, Baylor                                    |
| 2012 | Stanford                                                  | Minnesota                                                 | Aaron Bright, Stanford                                    |
| 2011 | Wichita State                                             | Alabama                                                   | Graham Hatch, Wichita State                               |
| 2010 | Dayton                                                    | North Carolina                                            | Chris Johnson, Dayton                                     |
| 2009 | Penn State                                                | Baylor                                                    | Jamelle Cornley, Penn State                               |
| 2008 | Ohio State                                                | Massachusetts                                             | Kosta Koufos, Ohio State                                  |
| 2007 | West Virginia                                             | Clemson                                                   | Frank Young, West Virginia                                |
| 2006 | South Carolina                                            | Michigan                                                  | Renaldo Balkman, South Carolina                           |
| 2005 | South Carolina                                            | Saint Joseph's                                            | Carlos Powell, South Carolina                             |
| 2004 | Michigan                                                  | Rutgers                                                   | Daniel Horton, Michigan                                   |
| 2003 | St. John's +                                              | Georgetown                                                | Ninguno ++                                                |
| 2002 | Memphis                                                   | South Carolina                                            | Dajuan Wagner, Memphis                                    |
| 2001 | Tulsa                                                     | Alabama                                                   | Marcus Hill, Tulsa                                        |
| 2000 | Wake Forest                                               | Notre Dame                                                | Robert O'Kelley, Wake                                     |
| 1999 | California                                                | Clemson                                                   | Sean Lampley, Cal                                         |
| 1998 | Minnesota ^                                               | Penn State                                                | Ninguno ^^                                                |
| 1997 | Michigan *                                                | Florida State                                             | Ninguno **                                                |
| 1996 | Nebraska                                                  | Saint Joseph's                                            | Erick Strickland, Nebraska                                |
| 1995 | Virginia Tech                                             | Marquette                                                 | Shawn Smith, Va. Tech                                     |
| 1994 | Villanova                                                 | Vanderbilt                                                | Doremus Bennerman, Siena                                  |
| 1993 | Minnesota                                                 | Georgetown                                                | Voshon Lenard, Minn.                                      |
| 1992 | Virginia                                                  | Notre Dame                                                | Bryant Stith, Virginia                                    |
| 1991 | Stanford                                                  | Oklahoma                                                  | Adam Keefe, Stanford                                      |
| 1990 | Vanderbilt                                                | San Luis                                                  | Scott Draud, Vanderbilt                                   |
| 1989 | St. John's                                                | San Luis                                                  | Jayson Williams St. John's                                |
| 1988 | Connecticut                                               | Ohio State                                                | Phil Gamble, UConn                                        |
| 1987 | Southern Miss                                             | La Salle                                                  | Randolph Keys, Southern Miss                              |
| 1986 | Ohio State                                                | Wyoming                                                   | Brad Sellers, Ohio State                                  |
| 1985 | UCLA                                                      | Indiana                                                   | Reggie Miller, UCLA                                       |
| 1984 | Michigan                                                  | Notre Dame                                                | Tim McCormick, Míchigan                                   |
| 1983 | Fresno State                                              | DePaul                                                    | Ron Anderson, Fresno State                                |
| 1982 | Bradley                                                   | Purdue                                                    | Mitchell Anderson, Bradley                                |
| 1981 | Tulsa                                                     | Syracuse                                                  | Greg Stewart, Tulsa                                       |
| 1980 | Virginia                                                  | Minnesota                                                 | Ralph Sampson, Virginia                                   |
| 1979 | Indiana                                                   | Purdue                                                    | Butch Carter y Ray Tolbert, Indiana                       |
| 1978 | Texas                                                     | N.C. State                                                | Jim Krivacs and Ron Baxter, Texas                         |
| 1977 | S. Buenaventura                                           | Houston                                                   | Greg Sanders, S. Buenaventura                             |
| 1976 | Kentucky                                                  | UNC Charlotte                                             | Cedric Maxwell, UNC Charlotte                             |
| 1975 | Princeton                                                 | Providence                                                | Ron Lee, Oregon                                           |
| 1974 | Purdue                                                    | Utah                                                      | Mike Sojourner, Utah                                      |
| 1973 | Virginia Tech                                             | Notre Dame                                                | John Shumate, Notre Dame                                  |
| 1972 | Maryland                                                  | Niágara                                                   | Tom McMillen, Maryland                                    |
| 1971 | North Carolina                                            | Georgia Tech                                              | Bill Chamberlain, North Carolina                          |
| 1970 | Marquette                                                 | St. John's                                                | Dean Meminger, Marquette                                  |
| 1969 | Temple                                                    | Boston College                                            | Terry Driscoll, BC                                        |
| 1968 | Dayton                                                    | Kansas                                                    | Don May, Dayton                                           |
| 1967 | Southern Illinois                                         | Marquette                                                 | Walt Frazier, S. Illinois                                 |
| 1966 | BYU                                                       | Nueva York                                                | Bill Melchionni, Villanova                                |
| 1965 | St. John's                                                | Villanova                                                 | Ken McIntyre, St. John's                                  |
| 1964 | Bradley                                                   | New Mexico                                                | Levern Tart, Bradley                                      |
| 1963 | Providence                                                | Canisius                                                  | Ray Flynn, Providence                                     |
| 1962 | Dayton                                                    | St. John's                                                | Bill Chmielewski, Dayton                                  |
| 1961 | Providence                                                | San Luis                                                  | Vin Ernst, Providence                                     |
| 1960 | Bradley                                                   | Providence                                                | Lenny Wilkens, Providence                                 |
| 1959 | St. John's                                                | Bradley                                                   | Tony Jackson, St. John's                                  |
| 1958 | Xavier                                                    | Dayton                                                    | Hank Stein, Xavier                                        |
| 1957 | Bradley                                                   | Memphis State                                             | Win Wilfong, Memphis State                                |
| 1956 | Louisville                                                | Dayton                                                    | Charlie Tyra, Louisville                                  |
| 1955 | Duquesne                                                  | Dayton                                                    | Maurice Stokes, St. Francis (Pa.)                         |
| 1954 | Holy Cross                                                | Duquesne                                                  | Togo Palazzi, Holy Cross                                  |
| 1953 | Seton Hall                                                | St. John's                                                | Walter Dukes, Seton Hall                                  |
| 1952 | La Salle                                                  | Dayton                                                    | Tom Gola y Norm Grekin, La Salle                          |
| 1951 | BYU                                                       | Dayton                                                    | Roland Minson, BYU                                        |
| 1950 | CCNY                                                      | Bradley                                                   | Ed Warner, CCNY                                           |
| 1949 | San Francisco                                             | Loyola                                                    | Don Lofgran, San Francisco                                |
| 1948 | San Luis                                                  | Nueva York                                                | Ed Macauley, Saint Louis                                  |
| 1947 | Utah                                                      | Kentucky                                                  | Vern Gardner, Utah                                        |
| 1946 | Kentucky                                                  | Rhode Island                                              | Ernie Calverley, Rhode Island                             |
| 1945 | DePaul                                                    | Bowling Green                                             | George Mikan, DePaul                                      |
| 1944 | St. John's                                                | DePaul                                                    | Bill Kotsores, St. John's                                 |
| 1943 | St. John's                                                | Toledo                                                    | Harry Boykoff, St. John's                                 |
| 1942 | West Virginia                                             | Western Kentucky                                          | Rudy Baric, West Virginia                                 |
| 1941 | LIU                                                       | Ohio                                                      | Frankie Baumholtz, Ohio                                   |
| 1940 | Colorado                                                  | Duquesne                                                  | Bob Doll, Colorado                                        |
| 1939 | LIU                                                       | Loyola                                                    | Bill Lloyd, St. John's                                    |
| 1938 | Temple                                                    | Colorado                                                  | Don Shields, Temple                                       |

+ St. John's Red Storm ganó el campeonato de 2003, pero posteriormente fue desposeído del título por alineación indebida.
++ Marcus Hatten de St. John's Red Storm fue el MVP del torneo de 2003, pero fue desposeído del mismo por las mismas razones que su equipo ese año.
^ Minnesota ganó el campeonato de 1998, pero posteriormente fue desposeído del título y de toda la temporada por fraude académico.
^^ Kevin Clark de Minnesota fue el MVP del torneo de 1998, pero fue desposeído del mismo por las mismas razones que su equipo ese año.
* Michigan ganó el título de 1997, pero posteriormente fue desposeído del título y de toda la temporada por alineación indebida.
** Robert Traylor de Michigan fue el MVP del torneo de 1997, pero fue desposeído del mismo por las mismas razones que su equipo ese año.

## Torneo femenino
Entre 1969 y 1996 existió el National Women's Invitational Tournament (NWIT), que volvió a disputarse en 1998 con el mismo nombre y que desde 1999 se denomina Women's National Invitation Tournament (WNIT). La NWIT era un torneo de ocho equipos disputado en Amarillo (Texas). La WNIT comenzó como torneo de 16 equipos, y se amplió a 32 en su segunda edición. para seguir ampliándose a 40, 48, y, finalmente, a 64 entre 2010 y 2023. Lo organiza la empresa Triple Crown Sports.
En julio de 2023, la NCAA anunció que crearía un torneo propio para competir con la NWIT denominado Women's Basketball Invitation Tournament (WBIT). 